# 凱倫·艾臣
凱倫·艾臣（Karen Elson，1979年1月14日—），英國超級名模及歌手，曾為很多知名品牌走秀及當上知名雜誌的封面。凱倫於2005年7月1日嫁積·維特（Jack White），並分別於2006年5月2日誕下女兒，史嘉娜·特麗莎（Scarlett Theresa）及於2007年8月7日誕下兒子，韓利·李（Henry Lee）。